# Alexandrovsk-Sakhalinsk
Alexandrovsk-Sakhalinsk (Russo:Алекса́ндровск-Сахали́нский) é uma cidade localizada no oblast de Sakhalin, na Rússia, perto do Golfo de Tartária, nas margens norte de Sakhalin do Norte, no pé das Montanhas Ocidentais de Sakhalin. Sua população é de 12.826 habitantes. Foi comumente conhecida como Ako durante a ocupação japonesa de 1918-1925.

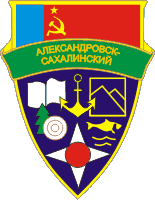
Brasão de Armas